# 武汉萤
武汉萤（学名：[Aquatica wuhana] 错误：{{Lang}}：文本有斜体标记（帮助））也作武汉水萤，萤科水萤属的模式种，分布于中国湖北等地。

## 形态
成年雄萤头部和触角为黑色；前胸背板橙黄色，中央有一大型不达后缘的黑斑。鞘翅褐色，较为光滑。发光器两节，位于第6及第7腹节的上半部。成年雌萤体色与雄萤相同，发光器一节，位于第6腹节。幼虫黑色，水生，腹部1～8节两侧生长有一对呼吸鳃。发光器一对，位于第8腹节两侧。